# Giorgi Latsabidze
Giorgi Latsabidze (em georgiano: გიორგი ლაცაბიძე; Tbilisi, 15 de abril de 1978) é um  pianista georgiano, galardoado em concursos internacionais e simultaneamente compositor e Doutor em Artes Musicais. 

## Biografia
Nascido em Tbilisi, cresceu numa família que não estava ligada à música, todavia aprendeu a tocar num pequeno teclado aos 3 anos. A partir dos 5 anos começava já a compor as suas primeiras peças e, mais tarde, com 10 anos dava os seus primeiros concertos com orquestra. Quando completou 16 anos,ingressou na Conservatório, em Tbilisi, onde foi aluno de Russudan Chodjava .  Após o trabalho com Chodzava, Latsabidze trabalhou com vários outros músicos de diferentes gêneros, incluindo Gerrit Zitterbart (Hochschule für Musik und Theater Hannover); Klaus Kaufman (Mozarteum, Salzburgo);  Lazar Berman (Florença);  e Stewart Gordon (USC Thornton School of Music, Los Angeles)

## Prémios e reconhecimentos
Latsabidze foi premiado com o 1.º Prémio do Concurso Internacional de Piano Nikolai Rubinstein em França, o 3.º Prémio no Concurso Internacional Ennio Porrino em Itália. Também lhe foram atribuídos outros prémios, no Concurso da Federação Yehudi Menuhin em Salzburgo e no Concurso Internacional de Piano de Jovens Artistas em Los Angeles. Beneficiou igualmente de prestigiadas bolsas de estudo e diversos prémios, tais como o Prémio Vladimir Spivakov (virtuosi de Moscovo), o Prémio Presidencial da Geórgia, o prémio alemão do fundo da Condessa Marion Hedda Ilse Gräfin von Dönhoff, DAAD prémio alemão Academic Exchange em 2004, MTNA prémio do reconhecimento académico da excelência, prémio do fundo do Prof. Herbert Batliner, USC prémio de Keyboard Studies Department em 2007 e 2011, bolsa de estudo da filantropa americana Carol Hogel, H.S.H. prémio da Princesa Marie Aglaë of Liechtenstein, entre outros. 
A sua performance do concerto o Imperador de Beethoven, em WUK Kulturhaus, foi elogiada pela crítica austríaca como “…um pianista tecnicamente brilhante envolvido num lirismo pungente e de uma profundidade genuína.”  Na imprensa suíça Volksblatt Press: “No repertório romântico, com toda a justificação se poderá considerá-lo um magnífico pianista, um mágico de uma técnica impecável…”.  A revista inglesa Rhinegold Classical Magazine, referindo-se ao seu CD dos Prelúdios de Debussy, realçou “...a sua imaginação extraordinária e um tom musical raramente ouvido.”
Latsabidze gravou os 24 Estudos de Chopin; bem como os seus 24 Prelúdios, Op.28; as Variações J.S. Bach’s Goldberg; 12 Estudos Transcendentais de Franz Liszt; 12 Prelúdios de Debussy do Caderno 2, assim como outras obras. Enquanto compositor, Latsabidze realizou a banda Sonora do filme Waltz-Fantasy, premiada no Festival de cinema de Bologna em Itália. 
Giorgi Latsabidze costuma dar master-classes e concertos na Europa central e de leste, Ásia, América do Sul e Estados Unidos. Divide o seu tempo na sua carreira como concertista, artista colaborador, professor e membro do júri em concursos internacionais. Em 2007-2010, foi o Presidente em USC Chapter de MTNA na USC Thornton School of Music em Los Angeles e tem lecionado na University of Southern California, Azusa Pacific University e  Glendale Community College em Los Angeles. A partir do dia 1 de Setembro de 2012, vai ser professor de piano no Conservatório de Música de Viena na Áustria. 
Os seus concertos têm sido transmitidos na rádio e na televisão nos Estados Unidos, na Europa, Ásia e outros países. Latsabidze foi nomeado na 65.º edição de “Who’s who” na América e “Who’s who” na arte americana em 2011. Desde essa data, é membro honorário da Pi Kappa Lambda american honor society reconhecida em todo o mundo. E em 2012, chegou mesmo a receber um convite do Papa Bento XVI para a sua residência na Cidade do Vaticano em Itália. 

## Repertório
Ele gravou todos os 12 Estudos de Execução Transcendental de Franz Liszt, e e os estudos Op. 10 e 25 de Frédéric Chopin. O seu repertório cobria em especial as obras de Johann Sebastian Bach, Wolfgang Amadeus Mozart, Ludwig van Beethoven, Sergei Rachmaninoff, Robert Schumann, Johannes Brahms, Piotr Ilitch Tchaikovsky, Modest Mussorgsky, Serguei Prokofiev, Ígor Stravinski e Claude Debussy.

## Discographia

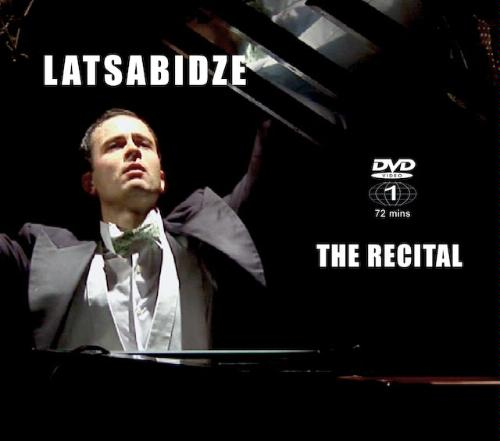
"Latsabidze: The Recital" 2009

- 2005: Giorgi Latsabidze auf dem Spuren von Wolfgang Amadeus Mozart (K-TV Austria)
- 2007: Twilight's Grace
- 2009: Latsabidze The Recital Onward Entertainment, LLC 2009 (Los Angeles, CA)
- 2010: Claude Debussy: 12 Préludes. (Book II) - CD & DVD; Los Angeles, LLC
- 2010: The IG-Duo performs works by Szymanowski, Brahms, Bizet-Waxman, Latsabidze. - DVD; Wigmore Hall, London. Red Piranha Films LLC.

## References
1. ↑  Peter, Cosse. 2007 p.31, Impression and spontaneity (2007), p.31., Salzburger Nachrichten, Salzburg.
2. ↑  Borchhardt-Birbaumer,  Gustav.,  ’’Verdrängte Erinnerungen’’ (2007), p. 49.,  Wienner Zeitung, Vienna. Retrieved 8 January 2011.
3. ↑  Rhinegold Publishing Ltd Classical Music Magazine Vol. 34, No. 2,  p. 183., November 2010. Retrieved 8 January 2011.